# Integral de Duhamel
La integral de Duhamel En la teoria de vibracions, és un mètode per calcular la resposta de sistemes lineals i estructures a excitacions externes arbitràries variables en el temps. Rep el seu nom del matemàtic francès Jean Marie Duhamel.

## Introducció

### Previ
La resposta d'un sistema lineal esmorteït d'un sol grau de llibertat a una excitació mecànica variable en el temps p(t) ve donada per l'equació diferencial ordinària de segon ordre següent:
{\displaystyle m{\frac {d^{2}x(t)}{dt^{2}}}+c{\frac {dx(t)}{dt}}+kx(t)=p(t)}
on m és la massa (equivalent), x és l'amplitud de vibració, t el temps, c el coeficient d'esmorteïment viscos, i k la rigidesa del sistema o estructura.
Si un sistema inicialment en repòs i en equilibri rep un impuls unitari a l'instant t=0, és a dir que p(t) a l'equació anterior és una funció delta δ(t), {\displaystyle x(0)=\left.{\frac {dx}{dt}}\right|_{t=0}=0}, aleshores la solució de l'equació diferencial és una solució fonamental coneguda com a funcio resposta a l'impuls unitari)
{\displaystyle h(t)={\begin{cases}{\frac {1}{m\omega _{d}}}e^{-\varsigma \omega _{n}t}\sin \omega _{d}t,&t>0\\0,&t<0\end{cases}}}
on {\displaystyle \varsigma ={\frac {c}{2m\omega _{n}}}} rep el nom raó d'esmorteïment del sistema, {\displaystyle \omega _{n}} és la pulsació natural del sistema no esmorteït (és a dir, quan c=0) i {\displaystyle \omega _{d}=\omega _{n}{\sqrt {1-\varsigma ^{2}}}} és la freqüència circular quan es té en compte l'efecte de l'esmorteïment (és a dir quan {\displaystyle c\neq 0}). Si l'impuls es dona a t=τ en lloc de t=0, és a dir {\displaystyle p(t)=\delta (t-\tau )}, la resposta a l'impuls és 
{\displaystyle h(t-\tau )={\frac {1}{m\omega _{d}}}e^{-\varsigma \omega _{n}(t-\tau )}\sin[\omega _{d}(t-\tau )]}，{\displaystyle t\geq \tau }

### Conclusió
Expressant l'excitació arbitrària p(t) com a la superposició d'una sèrie d'impulsos:
{\displaystyle p(t)\approx \sum {p(\tau )\cdot \Delta \tau \cdot \delta }(t-\tau )}
aleshores, de la linealitat del sistema, se sap que la resposta total també es pot expressar com la superposició de la sèrie de respostes als impulsos:
{\displaystyle x(t)\approx \sum {p(\tau )\cdot \Delta \tau \cdot h}(t-\tau )}
Si es fa {\displaystyle \Delta \tau \to 0}, i canviant la suma per una integral, l'equació anterior és estrictament vàlida
{\displaystyle x(t)=\int _{0}^{t}{p(\tau )h(t-\tau )d\tau }}
Substituint l'expressió de h(t-τ) en l'equació anterior porta a l'expressió general de la integral de Duhamel
{\displaystyle x(t)={\frac {1}{m\omega _{d}}}\int _{0}^{t}{p(\tau )e^{-\varsigma \omega _{n}(t-\tau )}\sin[\omega _{d}(t-\tau )]d\tau }}